# Jämtland (kraina)
Jämtland (wym. szw. [ˈjɛmtland], norw. Jemtland, wym. norw. [ˈjɛmtlɑn]) – prowincja historyczna (landskap) w środkowej Szwecji, położona w południowo-zachodniej części Norrland. Graniczy od południa z Medelpad i Härjedalen, od zachodu z norweskim Trøndelag, od północnego wschodu z Lappland oraz od wschodu z Ångermanland. Do czasu przegranej Danii w wojnie szwedzko-duńskiej i kończącym ją Traktacie w Brömsebro w 1645 wchodziła w skład Norwegii.